# Ihr Unteroffizier
Ihr Unteroffizier  (El teu sergent) és una pel·lícula muda alemanya de l'any 1914 dirigida per Alfred Halm. Els papers principals són interpretats per Paul Heidemann i Hilde Müller.

## Argument
Alemanya 1914, Primera Guerra Mundial. Mentre dura la guerra, a les dones de tornada a casa se'ls demana que enviïn cartes d'encoratjament i petits regals als soldats. El caporal Wendelin Liebreich, ferit al front, també rep un paquet amb una carta d'amor. Com que les paraules de la carta el toquen molt, vol conèixer la jove a Berlín mentre està de vacances a casa. Per a la seva sorpresa, s'adona que la "jove" és una col·legial. Es commou, ella el convida a casa seva per fer cacau, on també coneix la seva família, que també li fa regals.

## Repartiment
- Paul Heidemann: Wendelin Liebreich, suboficial
- Hilde Müller: Col·legial

## Producció
La producció i la distribució inicial estaven en mans de National-Film GmbH (Berlín). Va ser rodat en format 1:1.33 amb una pel·lícula de 35 mm, la imatge era tintada. La durada total és de 394 metres, uns 21 minuts. L'estrena de la pel·lícula muda va tenir lloc el desembre de 1914 a la Sala Mozart de la Neues Schauspielhaus (Berlin-Schöneberg). La censura va donar a la pel·lícula una qualificació juvenil el 15 de gener de 1915 amb el número H.04472, H.05101.

## Publicació
La pel·lícula es pot obtenir per al lloguer no comercial al Deutsches Filminstitut i al  Filmarchiv des Bundesarchivs.